# Heliconius
A Heliconius a rovarok (Insecta) osztályának lepkék (Lepidoptera) rendjébe, ezen belül a tarkalepkefélék (Nymphalidae) családjába és a helikonlepkék (Heliconiinae) alcsaládjába tartozó nem.

## Rendszerezés
A nembe az alábbi fajok tartoznak:
- Heliconius antiochus
- Heliconius astraea
- Heliconius atthis
- Heliconius besckei
- Heliconius burneyi
- golgotavirág-zebralepke (Heliconius charithonia)
- Heliconius clysonymus
- Heliconius congener
- Heliconius cydno
- Heliconius demeter
- Heliconius egeria
- Heliconius eleuchia
- Heliconius elevatus
- Heliconius erato
- Heliconius ethilla
- hosszúszárnyú tigrislepke (Heliconius hecale)
- Heliconius hecalesia
- Heliconius hecuba
- Heliconius hermathena
- Heliconius heurippa
- Heliconius hierax
- Heliconius himera
- Heliconius hortense
- Heliconius ismenius
- Heliconius lalitae
- Heliconius leucadia
- Heliconius luciana
- Heliconius melpomene
- Heliconius nattereri
- Heliconius numata
- Heliconius pardalinus
- Heliconius peruvianus
- Heliconius ricini
- Heliconius sapho
- Heliconius sara
- Heliconius telesiphe
- Heliconius timareta
- Heliconius tristero
- Heliconius wallacei
- Heliconius xanthocles